# 42e cérémonie des AVN Awards
La 42éme cérémonie des AVN Awards était un événement de remise de prix pornographique récompensant les meilleures actrices, acteurs, réalisateurs, films et produits liés à l'industrie pour adultes en 2025. Elle s’est déroulé le 25 janvier 2025 au Virgin Hotels Las Vegas. La cérémonie était animée par Blake Blossom et Alex Knight.

## Pré-nomination et nominations
Les pré-nominations des AVN Awards 2025 ont ouvert le 15 septembre 2024, permettant aux professionnels de l'industrie de soumettre leurs meilleures œuvres. Le 19 décembre 2024, la soirée de nominations s'est déroulée à Avalon Nightclub à Hollywood. Cet événement, animé par Blake Blossom et Alex Knight, a vu les nommés dans 98 catégories être annoncés devant une audience enthousiaste. L'événement a également vu des interventions de personnalités comme les Trophy Girls Molly Little et Stella Luxx.

### Prix des fans
Le processus de pré-nominations pour les 2025 AVN Fan-Voted Awards a ouvert le 2 octobre 2024, offrant aux fans et aux professionnels de l'industrie l'opportunité de désigner leurs stars préférées dans une série de catégories. Pour ces prix, un site dédié a été mis en place, permettant à la fois aux fans et aux membres de l'industrie de soumettre leurs pré-nominations. Les pré-nominations sont limitées à une par nommé par catégorie, mais il n'y a aucune limite au nombre de nommés. La clôture des soumissions a eu lieu le 11 octobre 2024 à 23 h 59, heure du Pacifique.

## La cérémonie

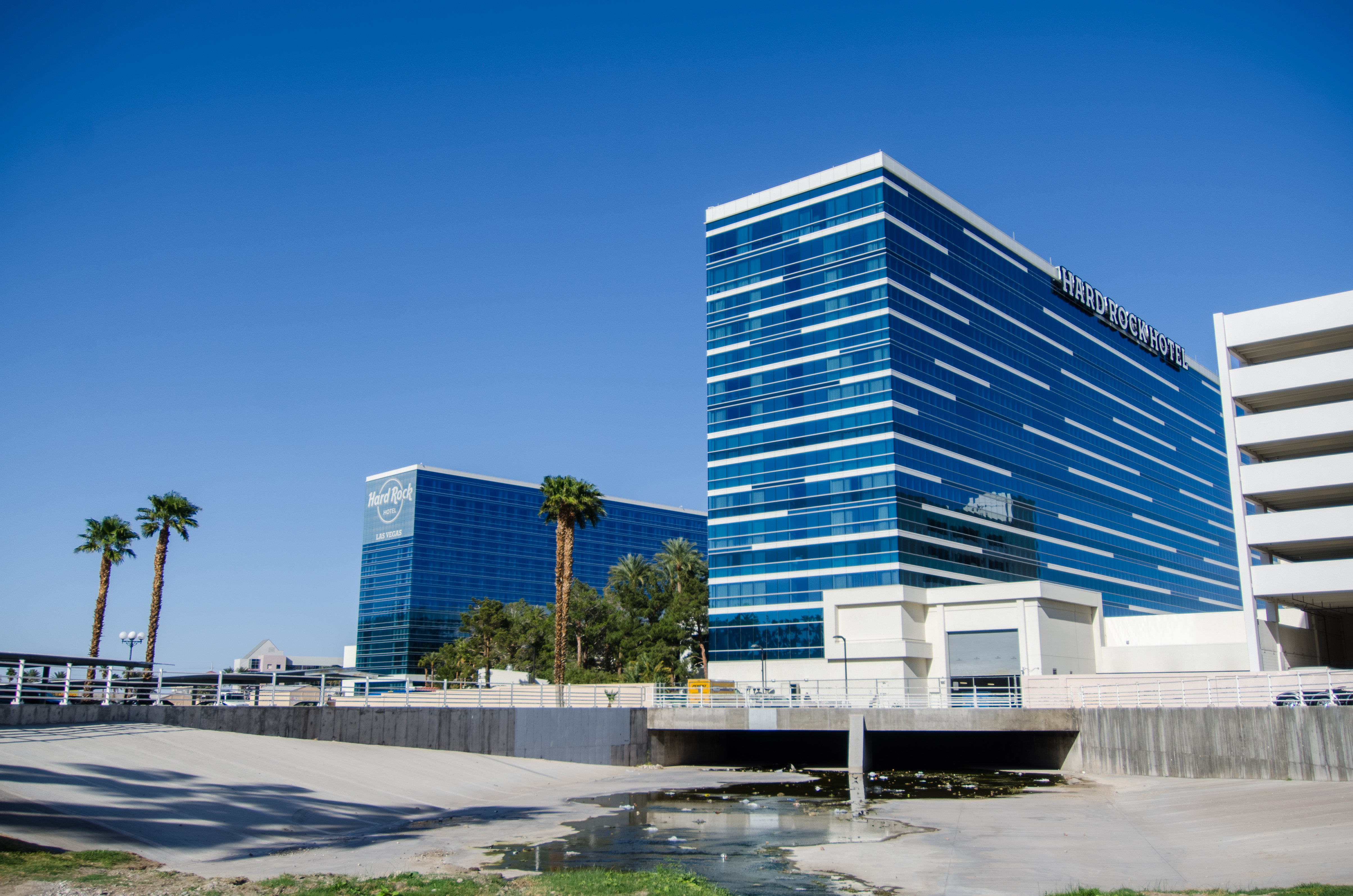
Vue sur le complexe où s’est déroulé la cérémonie

L’édition 2025 des AVN Awards s’est déroulée au Theater at Virgin Hotels Las Vegas (anciennement Hard Rock Hotel), marquant un retour attendu dans ce lieu emblématique depuis 2018. La soirée, animée par Blake Blossom, Alex Knight  et la comédienne Steph Tolev, a été électrisée par la performance de Jason Derulo, qui a interprété Talk Dirty, Swalla et a clôturé avec Wiggle, invitant des artistes à le rejoindre sur scène. L’événement à réunit plus 3500 personnes.
Faits marquants
Le show a démarré en fanfare avec Chanel Camryn, sacrée Meilleure Nouvelle Starlette en 2024, qui a remporté le prix de la Best Oral Sex Scene pour Hot Testicle Tongue Bath d’Evil Angel. Elle a exprimé sa gratitude envers Jonni Darkko et Milan Ponjevic, ce dernier remportant également le titre de Fan-Voted Favorite Male Porn Star. Ponjevic, acteur prolifique, a célébré sa première victoire sur scène, conseillant aux futurs talents de vraiment aimer ce qu’ils font. Camryn a également remporté le prix de la Best Supporting Actress pour son rôle comique dans Sunny Goldmelons.
Anna Claire Clouds, vêtue d’une robe blanche symbolisant son engagement envers l’industrie, a remporté le prestigieux prix de Meilleure Performeur Féminine de l’Année, ainsi que trois autres distinctions. Après avoir remporté son prix de Performer of the Year, Clouds a attribué une grande partie de son succès à Jules Jordan, qui lui avait donné l’opportunité de son showcase. Jordan a salué sa transformation, tandis que Clouds a souligné l’importance de cette plateforme dans sa carrière. Malgré une blessure à la jambe, elle a persévéré et a participé à la cérémonie des AVN Awards. Son agent, Mark Spiegler, a précisé que ses réussites étaient le fruit d’un travail ciblé avec les bonnes personnes et les bons projets.
Le prix du Meilleur Performeur Masculin a été décerné à Vince Karter, un acteur français, récompensé pour une année prolifique comptant 265 scènes. Ému, il a salué l’influence de Rocco Siffredi, qui l’a formé avant son arrivée aux États-Unis en 2023.
La Meilleure Nouvelle Starlette, Gal Ritchie, a captivé l’assemblée grâce à son ascension fulgurante, passant d’une petite ville anglaise à Los Angeles, portée par sa passion pour le métier.
La soirée a également mis en lumière Brittney Kade, sacrée Trans Performeur de l’Année après une quarantaine de scènes marquantes. Émue, elle a décrit cette victoire comme un tournant de sa carrière, soulignant son désir d’inspirer d’autres talents trans.
Dans la catégorie Meilleure Actrice, Casey Calvert a été récompensée pour son rôle intense dans Birth, un thriller psychologique signé Bree Mills. Elle a partagé les défis du tournage, notamment l’utilisation d’un ventre prothétique imposant.
De son côté, Chad Alva a remporté le prix du Meilleur Acteur Principal pour son rôle dans Alive, un drame musical réalisé par Ricky Greenwood. Visiblement ému, Greenwood a salué l’implication totale d’Alva, qui, après 16 ans de carrière, a enfin obtenu la reconnaissance tant attendue. Chad Alva a confié à AVN que sa carrière musicale avait précédé son entrée dans l’industrie pour adultes. Bassiste dans le groupe Dead to Fall, il a toujours su qu’il voulait faire du porno et a suivi sa passion avec détermination.
Ariel Demure a marqué la soirée en remportant le prix de Meilleure Performance d’Acteur Trans pour Gordons & Goddesses, une production qu’elle a scénarisée et co-réalisée, tout en créant les costumes.
La cérémonie a également été marquée par la victoire d’Angel Windell, qui a remporté deux prix, dont la Meilleure Scène de Sexe Boy/Girl. Émue, elle a confié avoir traversé des épreuves difficiles, mais trouvé un nouveau soutien et une motivation renouvelée. Ryan Reid a remporté le prix de la Meilleure Blowbang, relatant avec humour comment cette performance l’avait aidée à surmonter une rupture.
Emma Starseed a remporté le prix de la Cam Girl Préférée, se distinguant par son originalité et sa capacité à fédérer une communauté engagée autour de son univers unique. L’ancienne attachée de presse musicale a su captiver les spectateurs grâce à sa personnalité et son contenu authentique.
Dans le domaine de la réalisation, Ricky Greenwood a été récompensé pour Gold Diggers, un western audacieux qui a triomphé malgré des conditions de tournage difficiles. L’équipe du film a exprimé sa fierté pour ce projet ambitieux alliant narration immersive et performances exceptionnelles. Le film Gold Diggers a également remporté le Grand Reel et le prix de la Meilleure Scène de Sexe à trois, avec Kimmy Granger, Adria Rae et Seth Gamble. Ce dernier a qualifié cette scène de véritable « prouesse acrobatique ».
Kayden Kross, élue Réalisatrice de l’Année à trois reprises, a brillé avec American MILF, qui a remporté le Mark Stone Award for Outstanding Comedy. Kross a salué l’alchimie du casting, notamment avec Maitland Ward et Brandi Love, qui ont sublimé le scénario avec une dynamique unique. American MILF a été tourné dans un style documentaire, capturant la vie d’un groupe de femmes de Los Angeles loin des clichés de ménagères. Maitland Ward a apprécié retrouver ses racines comiques grâce à un script dynamique et des scènes improvisées.
Le prix de Favorite Independent Female Creator a été décerné à Mama Plugs, une créatrice britannique au style amateur sophistiqué. Surprise par sa victoire, elle a attribué son succès à l’authenticité et à l’humour de son contenu, produit exclusivement avec son mari ou en solo.
Angela White a été profondément émue en remportant le prix de Best Star Showcase pour Fuck Angela, un projet personnel qui rend hommage au gonzo des années 2000. Elle a remercié les réalisateurs légendaires et a rendu hommage à Robert "Payaso" Mora, décédé en août 2024. Avec un total de 76 prix AVN, elle a exprimé l’importance de travailler avec ses idoles. Blake Blossom et Octavia Red ont remporté le prix de la Best Girl/Girl Sex Scene, tandis que Clouds et Zac Wild ont décroché le prix de la Best Anal Sex Scene.
Enfin, Cherie DeVille a décroché son cinquième titre de MILF de l’Année, confirmant ainsi son statut d’icône de l’industrie.

### Lauréats
Ci dessous, la liste complète des lauréats :
| Interprète Féminine de l’année | Interprète Masculin de l’année |
| --- | --- |
| - - Anna Claire Clouds ☆ - Vanna Bardot - Lilly Bell - Blake Blossom - Jewelz Blu - Chanel Camryn - Nicole Doshi - Liz Jordan - Cherry Kiss - Kira Noir - Octavia Red - Willow Ryder - Angela White - Jennifer White - Angel Youngs | - - Vince Karter ☆ - Isiah Maxwell - Scott Nails - Milan Ponjevic - Codey Steele - Zac Wild - Mick Blue - Nathan Bronson - Hollywood Cash - Dan Damage - Charles Dera - Seth Gamble - JMac - Ricky Johnson - Alex Jones |
| Meilleure Nouvelle Starlette | Interprètre MILF de l’année |
| - - Gal Ritchie ☆ - Jasmine Sherni - Addison Vodka - Madison Wilde - Angel Windell - Brianna Arson - Dan Dangler - Hayley Davies - Kelsey Kane - Khloe Kingsley - Raven Lane - Rissa May - Myra Moans - Sinatra Monroe - Millie Morgan | - - Cherie DeVille ☆ - Penny Barber - Cory Chase - Alexis Fawx - Charlie Forde - Reagan Foxx - Francesca Le - Brandi Love - Lexi Luna - Bunny Madison - Natasha Nice - Lauren Phillips - Shay Sights - Sadie Summers - Slimthick Vic |
| Meilleure actrice principale | Meilleur acteur principal |
| - - Casey Calvert dans Birth pour Adult Time ☆ - Cherie DeVille dans Project X pour Digital Playground - Reagan Foxx dans Let Me In pour Pure Taboo/Adult Time - Nicole Kitt dans Dirty Cops pour Digital Playground - Adria Rae dans Gold Diggers pour Digital Playground/Pulse - Lumi Ray dans Amuse Bouche pour Dorcel/Pulse - Victoria Voxxx dans Alive pour Dorcel - Maitland Ward dans American MILF pour MILFY - Lilly Bell dans Last Splash pour Erika Lust - Blake Blossom dans Iris pour Wicked/Pulse | - - Chad Alva dans ’’Alive pour Dorcel ☆ - Robby Apples dans So Extra! pour Wicked/Pulse - Nathan Bronson dans Amuse Bouche pour Dorcel/Pulse - Danny D dans Scandalous pour Digital Playground/Pulse - Charles Dera dans Iris pour Wicked/Pulse - Seth Gamble dans Birth pour Adult Time - Alex Jones dans Sweethearts pour Digital Playground/Pulse - Ryan Mclane dans Side Hustle pour Sweet Sinner/Mile High/Pulse - Scott Nails dans Gold Diggers pour Digital Playground/Pulse - Codey Steele dans My Best Friend’s Girl 2 pour Sweet Sinner/Mile High |
| Interprète Trans de l’année | Favorite CamGirl |
| - - Brittney Kade ☆ - Kasey Kei - Leilani Li - Eva Maxim - Lola Morena - Eros Orisha - Amanda Riley - Emma Rose - Jade Venus - Izzy Wilde - Zariah Aura - Ariel Demure - Ember Fiera - Angellica Good - Gracie Jane | - - Emma Starseed ☆ |
| Réalisateur de l’année - Narration | Best Star Showcase |
| - - Kayden Kross ☆ - Marvin Love - Jay Rogue - Laurent Sky - W.C. Walker - Inka Winter - Paul Woodcrest - Alan X - Anatomik Media - James Avalon | - - Fuck Angela pour AGW/Girlfriends ☆ - The Hunger pour Wicked Pictures - Kira Noir on Display pour Brazzers - Sheena Shaw: Ultimate Anal Queen pour Darkko/EvilAngel - Willow's Room pour Ricky's Room - All or Nothing: A Hailey Rose Showcase pour Hailey Rose Visuals/Adult Time - Anna Claire Clouds: Dark Side pour Jules Jordan Video - Cadet Khloe pour Team Skeet/Pulse - Cali Caliente Is Slutwoman pour Elegant Angel - Cumming to L.A., pour Cherry Kiss/EvilAngel |
| Meilleure scène de sexe oral | Meilleure scène de blowbang |
| - - Chanel Camryn Hot Testicle Tongue Bath dans Suck Balls 6 de Darkko/Evil Angel avec Chanel Camryn, Jonni Darkko & Milan Ponjevic ☆ - Emma Rosie Is a Teen Cumslut de Jules Jordan Video avec Emma Rosie, Jules Jordan & Mike Stud - Hailey Rose Blowjobs & Deep Titty Fuck dans Sloppy Head 8 de Darkko/EvilAngel avec Hailey Rose, Hollywood Cash & Jonni Darkko - I Fucking Love Sucking Dick dans This Girl Sucks de Team Skeet avec Nicole Aria & Ike Diezel - Oral Therapy dans MYLF Blows de MYLF avec Angelina Moon & Ike Diezel - Skyler & Rissa Spit Swap on a Dick dans Swallowed avec Rissa May, Skyler Storm & Mike Adriano - Swallow Salon Introduces Cecelia Taylor dans Swallow Salon avec Cecelia Taylor & Kid Damage - Tinder Date dans POVDreams dans Little Caprice Dreams avec Little Caprice, Eve Sweet & Marcello Bravo - Willow's Willing dans Only Teen Blowjobs de Blowpass avec Willow Ryder & Celtic Iron - Brianna & Sera Get Spit Soaked dans ‘’Swallowed avec Brianna Arson, Sera Ryder & Mike Adriano | - - Blowbang in the Cage! pour Brazzers avec Ryan Reid ☆ - ali Caliente Is Slutwoman Part II - The Blowbang pour Elegant Angel avec Cali Caliente - Fuck Angela – Scene 6: Jonni Darkko pour AGW/Girlfriends avec Angela White - Kenzie Tries a New Liquid Diet pour DFXtra avec Kenzie Taylor - Molly Little's 1st Blowbang dans Super Cute 19 pour Hard X/Pulse avec Molly Little - Nerdy Babe's Locker Room Blowbang pour Brazzers avec Abigaiil Morris - Sophia Burns Blowbang, Bukkake Facials dans Wet Food 11 pour Darkko/Evil Angel avec Sophia Burns - Ten Hard Cocks With a Cherry on Top pour DFXtra avec Cherry Kiss - Anna Claire Clouds Dark Side – Part 3: A Deep Dive Into the Oral Gauntlet Blow Bang pour Jules Jordan Video avec Anna Claire Clouds - Banana Party pour POVDreams/Little Caprice Dreams avec Little Caprice |
| Meilleure scène de sexe lesbien | Meilleure scène de sexe hétéro |
| - - Hot Lesbian Babes Eat Each Other dans Titwoman vs Titwoman pour 'Elegant Angel avec Octavia Red & Blake Blossom ☆ - Learning the Basics pour Girlsway/Adult Time avec Demi Hawks & Explicit Kait - Lesbian Superstars 4 – Scene 3 pour Lesbian X/Mike High avec Anna Claire Clouds & Maddy May - Natural Beauty pour Lesbian pour X/XEmpire avec Molly Little & Jill Kassidy - Playing Doubles pour When Girls pour Play/Twistys avec Kira Noir & Olivia Jay - Serviced in Her Room dans When Girls Play 50 pour Twistys/Pulse avec Chanel Camryn & Scarlit Scandal - Twisted Passions 34 – Scene 3 pour Girlfriends Films avec Sera Ryder & Myra Moans - Wanted Ad pour AllHerLuv avec Angel Windell & Serena Hill - Caught With Cummy Feet dans Moms Lick Teens 37 pour Reality Kings/Pulse avec Misty Stone & Nicole Kitt - Domme Lumi Gags and Suspends Her Naughty Sub Vanessa pour Slayed avec Lumi Ray & Vanessa Sky | - - Nine dans Kink Label 3 pour Deeper/Pulse avec Angel Windell & Chris Diamond ☆ - Overachiever pour Pure Taboo/Adult Time avec Gal Ritchie & Vince Karter - The Proposal pour ForPlay Films avec Nicole Kitt & Jonte - Cards on the Table – Episode 2 pour Digital Playground/Pulse avec Lilly Bell & Isiah Maxwell - Cock Hungry Newbie dans Best New Starlets 2024 pour Elegant Angel avec Chanel Camryn & Zac Wild - Female Performer of the Year Vanna Bardot Is Unleashed pour Jules Jordan Video avec Vanna Bardot & Zac Wild - Fuck Angela – Scene 2: Mike John pour AGW/Girlfriends avec Angela White & Lexington Steele - Iris – Episode 2: Invisible pour Wicked/Pulse avec Blake Blossom & Dan Damage - Kylie Rocket Gets All the Dicking She Craves dans Natural and Bushy pour Bang! pour Adult Source avec Kylie Rocket & Seth Gamble - Let Me Be Your Fuck Toy! pour Brazzers avec Kimmy Granger & Mick Blue |
| Meilleure scène de sexe anal | Meilleure scène de sexe à trois |
| - - Slutty When Wet dans Massive Asses 13 pour Elegant Angel avec Anna Claire Clouds & Zac Wild ☆ - Smile Through the Painal pour Brazzers avec Alexis Tae & Mick Blue - Vanna Bardot the Anal Queen pour Jules Jordan Video avec Vanna Bardot & Jules Jordan - Anal Loving Sophia Takes It in Her Tight Ass pour Tushy Raw avec Sophia Burns & Vince Karter - Anal Ramming for Chanel Camryn dans Anal Cuties 13 pour Hard X/Mile High avec Chanel Camryn & Vince Karter - Fuck Angela – Scene 1: Jules Jordan pour AGW/Girlfriends avec Angela White & Zac Wild - Jesse Pony Oily Latex, Anal Gaping dans Anal.Oil.Latex. 5 pour Evil Angel avec Jesse Pony & Vince Karter - Lilly Bell: Anal Debut pour Brazzers avec Lilly Bell & Mick Blue - Maddy's Mood for Anal dans True Anal avec Maddy May & Mike Adriano - Oiled Up Jennifer White Gets All Her Holes Penetrated pour Bang! avec Jennifer White & Vince Karter | - - Gold Diggers – Episode 5 pour Digital Playground/Pulse avec Kimmy Granger, Adria Rae & Seth Gamble ☆ - Making a Sexy Sandwhich dans Willow's Room pour Ricky’s Room avec Willow Ryder, Ameena Green & Ricky Johnson - Luminati Ep. 2 – Andromeda pour LucidFlix avec Kylie Rocket, Vanessa Sky & Seth Gamble - Phatasia Episode 4: Nymphs pour Wicked/Pulse avec Liz Jordan, Xxlayna Marie & Seth Gamble - Slut Puppies 17 – Scene 3 pour Jules Jordan Video avec Kiara Cole, Braylin Bailey & Jules Jordan - Birthday Threesome pour Team Skeet avec Skyler Storm, Penelope Woods & Vince Karter - Broken Butterfly: The Perfect Shade of Blu pour Holly Randall Productions avec Jewelz Blu, Charlotte Sins & Codey Steele - Chanel Camryn and Aria Valencia Return to Amateur Allure for a Hot Valentine's Threesome pour Amateur Allure avec Chanel Camryn, Aria Valencia & Codey Steele - Dean Melissa Disciplines Naughty Vanna and Hollywood pour MILFY avec Melissa Stratton, Vanna Bardot & Hollywood Cash - Dysfunctional Family Values 2: Family First – Scene 2 pour Family Hookups/Metro avec Anna Claire Clouds, Aubree Valentine & Ramon Nomar |
| Mark Stone Award for Outstanding Comedy | |
| - - American MILF pour MILFY ☆ - Busted 3 pour NSFW/Pulse - D.O.L.L.S pour Transfixed/Adult Time/Pulse - Ink Motel 5 pour Alt Erotic - Momster in Law pour MYLF/New Sensations - My Best Friend's Girl 2 pour Sweet Sinner/Mile High - The Prize: A Codi Vore Story dans 4-Player Games pour Pure Taboo/Adult Time/Pulse - So Extra! pour Wicked/Pulse - Sunny Goldmelons pour Wicked Pictures - Air B and Double D pour Caught Fapping/Adult Time | |

### Lauréats supplémentaire de la catégorie: web et vidéo
- Long métrage : Gold Diggers de Digital Playground/Pulse
- Meilleur acteur - court métrage : Seth Gamble dans A Loving Home Environment pour Pure Taboo/Adult Time/Pulse
- Meilleure actrice - court métrage : Maitland Ward dans '’Pigeonholes de The Predatory Woman 2 pour Deeper/Pulse
- Meilleure scène de sexe en groupe lesbien : Just Friends pour Parasited/Hentaied avec Lexi Lore, Hazel Moore, Melody Marks & Little Dragon
- Meilleur film ou recueil de films lesbien : Fierce 2 pour Slayed/Pulse
- Meilleure série ou ligne libre lesbien : Play pour Slayed
- Meilleur film anal ou meilleure collection : Anal Savages 10 pour Jules Jordan Video
- Meilleure série anale ou ligne libre : Tushy Raw pour Tushy Raw/Pulse
- Meilleur film d'anthologie ou collection : Kink Label 3 pour Deeper/Pulse
- Meilleure série anthologique ou ligne libre : Club VXN pour Vixen/Pulse
- Meilleure Direction artistique : Project X pour Digital Playground
- Meilleur film ou recueil BDSM : He’s in Charge 4 pour Digital Sin
- Meilleur film ou collection Big Bust : Big Naturals 78 pour Reality Kings/Pulse
- Meilleur film ou recueil de films sur les gros culs : Brazzers Butt Lift pour Brazzers/Pulse
- Meilleure cinématographie : Dirty Cops pour Digital Playground de Matt Holder
- Meilleur portfolio de réalisation - International : Julia Grandi
- Meilleur portfolio de réalisation - non narratif : Jules Jordan
- Meilleur portfolio de réalisation - Spécialité : Joey Silvera
- Meilleur portfolio de réalisation - Gamme variée : Ricky Greenwood
- Meilleure scène en double-pénétration : Learning How to Reid pour Brazzers avec Ryan Reid, Mick Blue & Hollywood Cash
- Meilleur montage : Compulsion 20th Anniversary Director’s Cut pour Elegant Angel de Axel Braun
- Meilleur court métrage : Broken Butterfly: The Perfect Shade of Blu pour Holly Randall Productions
- Meilleur film ou recueil féminin mixte : Lesbian Stepmother 8 pour Sweetheart/Mile High/Pulse
- Meilleure scène de quatuor ou d’orgie : 20 for 20 pour Brazzers avec Angela White, Cherie DeVille, Alexis Fawx, Monique Alexander, Luna Star, Ryan Reid, Gal Ritchie, Queenie Sateen, Kira Noir, Kayley Gunner, Abigaiil Morris, Lily Lou, JMac, Manuel Ferrara, Mick Blue, Keiran Lee, Van Wylde, Alex Jones, Ricky Johnson, Scott Nails, Hollywood Cash & Isiah Maxwell
- Meilleure scène de gangbang : Anna Claire Clouds Dark Side – Part 4: 9-Man Gang Bang Challenge pour Jules Jordan Video avec Anna Claire Clouds, Damon Dice, Jax Slayher, Hollywood Cash, Vince Karter, John Strong, Milan Ponjevic, Chocolate God & Nade Nasty
- Meilleur film ou recueil Gonzo/Cinemacore : Day With a Pornstar 14 pour Brazzers/Pulse
- Meilleure série Gonzo/Cinemacore ou ligne libre : Superstar Room pour Ricky’s Room/Pulse
- Meilleure coiffure et maquillage : Evermore pour Digital Playground/Pulse avec Liss Lacao & Sarah
- Meilleur film ou recueil d’ingénues : Young & Beautiful 13 pour Vixen/Pulse
- Meilleure série Ingénue ou ligne de forme libre : Young Fantasies pour Vixen/Pulse
- Meilleure scène internationale de sexe lesbien : What Is Love – Scene 2 pour Dorcel/Pulse avec Venera Maxima & Lia Lin
- Meilleure scène internationale de sexe anal : Scandalous – Scene 1 pour Digital Playground/Pulse avec Ella Hughes & Xander Corvus
- Meilleure scène internationale de sexe hétéro : Impulses 5 – Scene 5 pour Dorcel/Pulse avec Agatha Vega & Kristof Cale
- Meilleure scène internationale de sexe en groupe : Hotel Vixen Season 2 Episode 9: Going Stag pour Tushy/Vixen avec Lumi Ray, Megan Love, Sia Siberia, Christian Clay, Jimmy Bud & Marco Bull
- Meilleure production internationale : Hotel Vixen Season 2 pour Vixen Media Group
- Meilleur espoir masculin : Chocolate God
- Meilleur film ou collection MILF : American MILF pour MILFY
- Meilleure série ou ligne libre MILF/femme d'âge mixte : Moms Bang Teens pour Reality Kings/Pulse
- Meilleur film ou recueil à partenaires multiples : DP Masters 9 pour Jules Jordan Video
- Meilleure musique : Alive pour Dorcel
- Meilleure nouvelle starlette internationale : Ada Lapiedra
- Meilleure nouvelle marque de production : LucidFlix
- Meilleur film de niche ou sortie de collection : Finish in My Ass 2 pour Brazzers/Pulse
- Meilleure série de niche ou ligne libre : Hentaied pour Hentaied
- Meilleure performance non sexuelle : Tommy Pistol dans Amuse Bouche pour Dorcel/Pulse
- Meilleure série orale ou ligne libre : Sloppy Head pour Darkko/Evil Angel
- Meilleure scène de sexe en POV : Emma Hix POV Anal pour Jules Jordan Video avec Emma Hix & Jules Jordan
- Meilleur scénario - long métrage/œuvre longue : Sunny Goldmelons pour Wicked Pictures avec Eddie Nova
- Meilleur scénario - Court métrage : Broken Butterfly: The Perfect Shade of Blu pour Holly Randall Productions avec Kyle McQueen, Tanner Moody & Jeffrey John Hart
- Meilleure performance solo/théâtre : Anna Claire Clouds: Dark Side – Part 3 pour Jules Jordan Video avec Anna Claire Clouds
- Meilleur acteur dans un second rôle : Nathan Bronson dans Ulterior Motives pour Adam & Eve Pictures
- Meilleure actrice dans un second rôle : Chanel Camryn dans Sunny Goldmelons pour Wicked Pictures
- Meilleur film ou recueil de films sur les relations taboues : My Horny Step-Sister 3 pour Reality Junkies/Mile High/Pulse
- Meilleure scène de sexe en équipe : It's Double Trouble for Xxlayna Marie pour Jules Jordan Video avec Xxlayna Marie, Zac Wild & Vince Karter
- Meilleure performance d'acteur transgenre : Ariel Demure dans Gorgons & Goddesses pour Ten15Group
- Meilleure scène de sexe de groupe transgenre : Gorgons & Goddesses pour Ten15Group avec Ariel Demure, Brittney Kade, Emma Rose, Eva Maxim, Izzy Wilde, Jade Venus, Kasey Kei, Khloe Kay, Leilani Li, Foxxy & Tori Easto
- Meilleur film ou recueil transgenre : ‘’D.O.L.L.S pour Transfixed/Adult Time/Pulse
- Meilleur espoir transgenre : Avery Lust
- Meilleure scène de sexe trans en tête-à-tête : Trans Slumber Party – Scene 4” pour Gender X/Pulse avec Jade Venus & Emma Rosie
- Meilleure série Trans d'une ligne libre : Grooby Girls pour Grooby
- Meilleure scène de sexe de groupe en RV : Goth Girls: Tea Party pour SLR Originals/SexLikeReal avec Angel Windell, Lola Fae & John Strong
- Meilleure scène de sexe VR en tête-à-tête : Upgraded Barbie Molly Little pour RealJamVR avec Molly Little & Jerry Kovak
- Meilleure scène de sexe transgenre VR : Ember's Long Stretch! pour GroobyVR avec Ember Fiera & Steve Rickz
- Titre astucieux de l’année : My Talking Penis Told Me to Fuck My Step-Mom pour Fill Up My Mom/Filthy Kings
- Interprète International féminine de l’année : Eve Sweet
- Interprète International masculin de l’année : Christian Clay
- Entreprise grand public de l’année : Houdini – Eminem (Music Video) de Ryan Keely & Samantha Mack
- Scène de sexe la plus choquante : Trentebeard (or “Dead by Dawn”) pour Plants vs Cunts/Hentaied avec Valentina Nappi
- Interprète de l'année dans une spécialité de niche : Cruel Reell
- Meilleure réalisation - œuvre individuelle : Ricky Greenwood pour Gold Diggers de Digital Playground/Pulse
- Interprète transgenre de l’année : Brittney Kade

### Lauréats de la catégorie: Votes des fans
- Créatrice indépendante préférée : Mama Plugs
- La collaboration la plus chaude entre créateurs féminins : Angela White & Slimthick Vic
- Star porno féminine préférée : Angela White
- Les seins les plus spectaculaires : Angela White
- Collaboration garçon/fille la plus chaude entre créateurs : Angela White & Girthmasterr
- Pornstar créateur de contenus préféré : Angela White
- Cul le plus incroyable : Abella Danger
- MILF préférée : Kendra Lust
- Cosplayer préféré : Violet Myers
- Nouveau venu dans le porno le plus sexy : Dan Dangler
- Unsung Darling : Eliza Ibarra
- Domminatrice préférée : Brittany Andrews
- Créateur masculin indépendant préféré : Girthmasterr
- Podcast pour adultes préféré : Pillow Talk
- Star BBW préférée : Alex Blair
- Couple Cam/Créateur préféré :Faye Wilde & Luna Lore
- Collaboration avec un créateur transgenre : Brittney Kade & Angellica Good
- Cam Girl/Créateur Trans préféré : Aubrey Kate
- Star porno trans préférée : Daisy Taylor
- Star porno masculine préférée : Milan Ponjevic

### Lauréats de la catégorie: Produits plaisir
- Meilleur fabricant de produits d’amélioration : Kanha Sutra
- Meilleur fabricant de produits fétiches : Liberator
- Meilleure ligne de lingerie ou de vêtements : Radiance by CalExotics
- Meilleure marque de lubrifiant : Sliquid
- Meilleur fabricant de produits de plaisir - Grand : Fleshlight
- Meilleur fabricant de produits de plaisir - Moyen : Aneros
- Meilleur fabricant de produits de plaisir - Petit : Our Erotic Journey

### Lauréats de la catégorie: Détaillants
- Meilleure Boutique : Spanky’s, Santa Ana, CA
- Meilleure chaîne de magasins - Grandes entreprises : Lion’s Den
- Meilleure chaîne de magasins - moyenne : Cupids Lingerie
- Meilleure chaîne de magasins - Petite : Cupid's Closet
- Meilleur magasin de détail en ligne : AdultEmpire.com

## Intronisations à l’AVN Hall Of Fame
Les lauréats ont été officiellement intronisés lors de la cérémonie de remise des prix AVN le samedi 25 janvier 2025. En plus d'être honorés lors de la cérémonie, les nouveaux membres du Temple de la renommée de l'AVN 2025 sont invités à assister à un cocktail en leur honneur à 22 heures le mercredi 22 janvier dans le Penthouse Opal.
- Branche Video : Ébène Ayes, Buck Angel, Sophie Dee, Olivia Del Rio, Shane Diesel, Kagney Linn Karter, Tyffany Million, Kevin Moore, Ongles Scott, Patti du Texas, Riley Reid, Aiden Riley, Riley Steele, Kelly Wells et Leslie Winston.
- Branche Exécutive : Fran Amidor, Chris Cane et Mark Schechter.
- Branche Produits Plaisir : Gregg Haskell et Lynn Swanson.
- Branche Web-Tech : Peter Van Aarle et Jeff Vanzetti, Scott Coffman et Jay Strowd.